# 怡子女王
怡子女王（いし（よしこ）じょおう、生薨年未詳）は、平安時代後期の皇族。輔仁親王の王女（後三条天皇の皇孫）で母は大蔵卿・源行宗の娘。白河天皇の猶子となり、内親王宣下を受けたらしく、怡子内親王とも表記する。崇徳・近衛・後白河・二条天皇の4代にわたって賀茂斎院として奉仕、北小路斎院と号した。

## 経歴
長承2年12月21日（1134年1月24日）、斎院に卜定。保延元年（1135年）4月15日、初斎院より紫野斎院に入る。平治元年（1159年）閏5月19日、病により退下。その後の消息は不明だが、『今鏡』第8巻で60歳を越えたようだとあり、嘉応2年（1170年）頃には存命であったと見られる。